# I. e. 81
Évszázadok: i. e. 2. század – i. e. 1. század – 1. század
Évtizedek: i. e. 130-as évek – i. e. 120-as évek – i. e. 110-es évek – i. e. 100-as évek – i. e. 90-es évek – i. e. 80-as évek – i. e. 70-es évek – i. e. 60-as évek – i. e. 50-es évek – i. e. 40-es évek – i. e. 30-as évek
Évek: i. e. 86 – i. e. 85 – i. e. 84 – i. e. 83 –  i. e. 82 – i. e. 81 – i. e. 80 – i. e. 79 –  i. e. 78 – i. e. 77 – i. e. 76

## Események

### Róma
- Cnaeus Cornelius Dolabellát és Marcus Tullius Deculát választják consulnak.
- Sulla Caius Annius Luscus vezetésével sereget küld Hispania elfoglalására. A két hispaniai provincia mariánus kormányzója, Quintus Sertorius leghűségesebb 3 ezer emberével átkel Mauretaniába, ám a helyiek nem kívánnak belekeveredni a római polgárháborúba és nem fogadják be. Sertorius visszatér Hispaniába, majd ismét Észak-Afrikába, ahol Tingisnél kilikiai kalózokkal szövetkezik.
- Sulla összeíratja és törvényen kívül helyezteti ellenségeit, akiknek megöléséért jutalom jár: 105 szenátort, 1600 lovagot és mintegy 4700 közembert. Ezenkívül megduplázza a szenátus létszámát, teljesen átalakítja a bíróságokat és számos államigazgatási reformot hoz.
- Az Africa provinciát ellenőrző mariánus Cnaeus Domitius Ahenobarbus letaszítja a trónról II. Hiempsal numida királyt. Sulla Pompeiust küldi Africába, aki legyőzi és kivégezteti Ahenobarbust, Hiempsal pedig visszakapja koronáját.
- Sulla október végén megrendezi a görög stílusú ludi Victoriae Sullanae ünnepségsorozatot.
- A második mithridatészi háborúban Sulla utasítja Lucius Licinius Murenát, hogy ne zaklassa a pontosziakat. Murena ennek ellenére betör pontoszi területre, de VI. Mithridatész király, aki ismeri Róma álláspontját, ezúttal lecsap rá és megfutamítja. Murenát visszahívják, Mithridatésszal pedig békét kötnek. A háború véget ér.
- Cicero elmondja első (fennmaradt) ügyvédi védőbeszédét, a pro Quinctio-t.

### Egyiptom
- IX. Ptolemaiosz társuralkodóvá nevezi ki egyetlen törvényes gyermekét, III. Berenikét, majd néhány hónappal később meghal.

## Halálozások
- IX. Ptolemaiosz II. Szótér, egyiptomi fáraó
- Cnaeus Domitius Ahenobarbus

## Fordítás
- Ez a szócikk részben vagy egészben  a(z)   81 av. J.-C. című francia Wikipédia-szócikk ezen változatának fordításán alapul.  Az eredeti cikk szerkesztőit annak laptörténete sorolja fel. Ez a jelzés csupán a megfogalmazás eredetét és a szerzői jogokat jelzi, nem szolgál a cikkben szereplő információk forrásmegjelöléseként.